# Coole, Marne

Coole este o comună în departamentul Marne, Franța. În 2009 avea o populație de 140 de locuitori.